# Оссімо
Оссімо (італ. Ossimo) — муніципалітет в Італії, у регіоні Ломбардія, провінція Брешія.
Оссімо розташоване на відстані близько 490 км на північ від Рима, 100 км на північний схід від Мілана, 50 км на північ від Брешії.
Населення — 1465 осіб (2014).

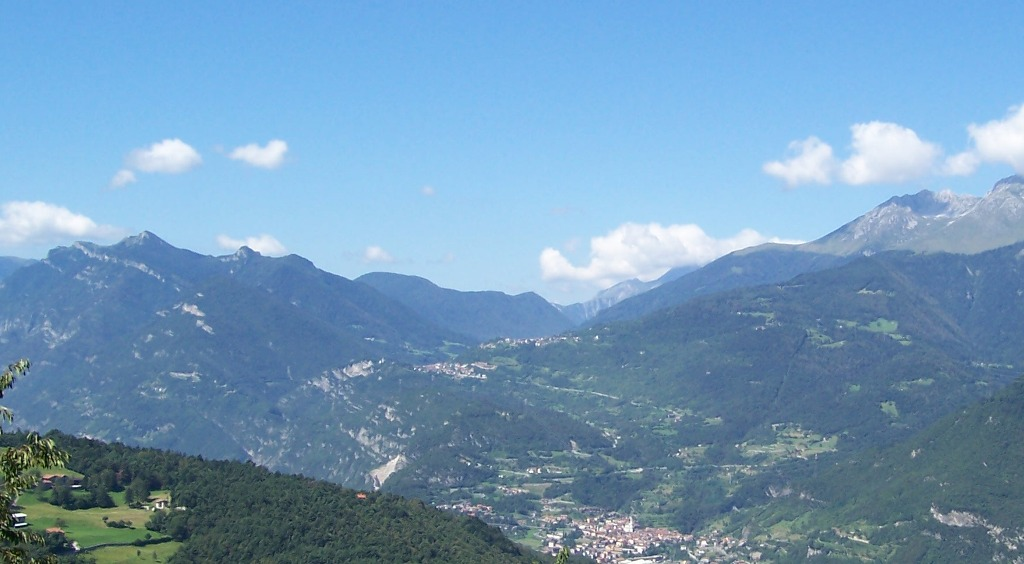

Щорічний фестиваль відбувається 26 вересня, 19 червня. Покровитель — Santi Cosma e Damiano.

## Демографія
Населення за роками:

Станом на 1 січня 2023 року в муніципалітеті офіційно проживав 61 іноземець з 14 країн, серед них 27 громадян країн Євросоюзу та 3 громадяни України.

## Сусідні муніципалітети
- Борно
- Чивідате-Камуно
- Лоціо
- Маленьйо
- П'янконьо
- Скільпаріо